# Mystacides pacificus
Mystacides pacificus är en nattsländeart som beskrevs av Wolfram Mey 1991. Mystacides pacificus ingår i släktet Mystacides och familjen långhornssländor. Inga underarter finns listade i Catalogue of Life.